# Comedy rock
Comedy rock er et begreb, som bruges til at beskrive rock musik der er blandet med satire og andre former for komik. Denne tendens kan spores helt tilbage til de tidlige dage af rock and roll, hvor en af de mest bemærkelsesværdige eksempler er artisten Sheb Wooley, hvis sang "Purple People Eater" lå som nummer 1 på Billboard hitlisten i 1958, og holdt denne placering i seks uger.
Mange mainstream rock bands er kendt for at indoperere satire i deres sange blandt andet Bloodhound Gang, Blink-182, Bowling For Soup, Sublime, GWAR, Primus og System of a Down.
Rock er blevet et mål for meget parodisering og flere parodibands har endt med at sælge pladehits, som eksempelvis The Rutles (Beatles-parodi), The Hee Bee Gee Bees og efterfølgende Spinal Tap i USA og Bad News i Storbritannien. "Weird Al" Yankovic anses som den mest succesfulde parodiartist, som i over fire årtier har lavet parodisange, som har solgt mere en 12 millioner albummer, (mere end noget andet comedy band i historien).
I dansk sammenhæng har Shu-bi-dua bevæget sig indenfor genren, med komiske og satiriske danske tekster til klassiske rock- og posange.      